# Bernd Kruel
Bernd Kruel (* 1. Juni 1976 in Hagen) ist ein ehemaliger deutscher Basketballspieler.

## Spielerlaufbahn
Kruel war deutscher Jugendnationalspieler, er nahm 1994 an der Junioreneuropameisterschaft sowie 1998 an der U22-EM teil.
Er spielte in der Jugend von Fortuna Hagen, dann von Brandt Hagen. Für den Verein gab er 1993 sein Bundesliga-Debüt. Der Innenspieler, der wegen seiner langen und dünnen Beine den Spitznamen Storch erhielt, lief für den Klub bis Dezember 2003 auf, als Brandt Hagen Insolvenz anmeldete und sich aus der ersten Liga zurückzog. Er schloss sich den Frankfurt Skyliners an, mit denen er 2004 deutscher Meister wurde. Kruel trug zu dem Erfolg im Spieljahr 2003/04 in 30 Bundesligaeinsätzen im Durchschnitt 4,7 Punkte bei.
Ab 2006 und bis 2008 spielte Kruel für die Telekom Baskets Bonn und drang mit ihnen 2008 bis ins Finale um die Deutsche Meisterschaft vor. Dort unterlag man allerdings Alba Berlin.
2008 unterschrieb Bernd Kruel einen Vertrag über drei Jahre bei Phoenix Hagen. Es gab Überlegungen, dass er danach bei dem Verein in die Führungsebene aufsteigt. Es ergab sich allerdings nichts Konkretes, so dass er seine Karriere als Basketballspieler fortsetzte. Nach der Saison 2013/14 verließ Kruel Phoenix Hagen. Nach seinem Abschied gab der Verein bekannt, dass seine Trikotnummer 15 in Zukunft nicht mehr vergeben werden soll. Er beendete nach dem Weggang aus Hagen jedoch nicht wie erwartet seine Spielerlaufbahn, sondern wechselte in die 1. Regionalliga West zu den RheinStars Köln. Dort sollte er helfen, die junge Mannschaft zu führen und gewann mit den Kölnern 2015 den Meistertitel. Der Verein erhielt für die Folgesaison 2015/16 eine Lizenz für die 2. Bundesliga ProA, übersprang also nach dem Aufstieg die ProB. Kruel lief 2015/16 für die RheinStars in der ProA auf, daneben wirkte er als Co-Trainer der Kölner U19-Mannschaft in der Nachwuchs-Basketball-Bundesliga und arbeitete auf der Geschäftsstelle mit. Im April 2016 beendete er seine Spielerkarriere im Leistungssport, während der er in der Bundesliga 579 Spiele bestritt. Mit den Altherrenmannschaften des SV Haspe 70 wurde er später mehrmals deutscher Meister in der Altersklasse Ü40 und Ü45.
Im April 2017 trat er bei Phoenix Hagen eine Stelle im Bereich Sponsoren und Vertrieb an. 2022 wechselte er zum Bundesligisten Hamburg Towers, für den er in der Vermarktung tätig wurde.

## Erfolge
- 1994: Deutscher Pokalsieger mit Brandt Hagen
- 2004: Deutscher Meister mit den Deutsche Bank Skyliners
- 2005: Deutscher Vizemeister mit den Deutsche Bank Skyliners
- 2008: Deutscher Vizemeister mit den Telekom Baskets Bonn
- 2015: Regionalliga-Meisterschaft und Aufstieg (dank Wildcard) in die 2. Bundesliga ProA mit den RheinStars Köln
- 2019: Deutscher Meister Ü40 mit dem SV Haspe 70
- 2022: Deutscher Meister Ü40 und Ü45 mit dem SV Haspe 70
- 2023: Deutscher Meister Ü40 und Ü45[10] mit dem SV Haspe 70
- 2024: Deutscher Meister Ü45[11] mit dem SV Haspe 70

## Weblink
- easyCredit BBL – Bernd Kruel – Spielerprofil auf der Website der easyCredit Basketball-Bundesliga